# Anton Wormbs
Anton Wormbs (* um 1611; † 5. Juni 1697 in Köln) war Generalvikar des Erzbischofs von Köln.

## Leben
Wormbs schloss sein Studium der Theologie mit einer Promotion zum Dr. theol. ab. Seit 1646 war er Pfarrer an St. Laurentius in Köln und später auch Kämmerer des Kölner Pfarrkollegiums. Nachdem er 1655 Professor der Theologie an der Universität Köln geworden war, war er später drei Jahre lang Dekan der theologischen Fakultät, bis er im Jahr 1681 zum Rektor der Universität ernannt wurde. Er erlangte am 8. Juli 1679 ein Kölner Domkanonikat. Eine Zeit lang war er auch noch Kanoniker an St. Gereon und an St. Maria im Kapitol. 1679 verzichtete er auf seine Pfarrstelle und wurde er Offizial des Kölner Archidiakons Franz Bernhard von Nassau-Hadamar, welcher zugleich Kölner Dompropst war. In den 1680er Jahren vertrat er mehrmals den Generalvikar Johann Heinrich von Anethan, bevor ihn der Kölner Erzbischof Joseph Clemens von Bayern am 6. August 1693 selbst zum Generalvikar ernannte. Alter und Krankheit bewogen ihn um die Jahreswende 1694/95, sein Amt als Generalvikar niederzulegen. Kurz vor seinem Tod resignierte er am 12. Mai 1697 auch auf sein Domkanonikat, welches er gegen päpstliches Verbot jedoch noch seinem Neffen Matthias Weipeler zu verschaffen vermochte.